# Ceriagrion chaoi
Ceriagrion chaoi är en trollsländeart som beskrevs av Schmidt 1964. Ceriagrion chaoi ingår i släktet Ceriagrion och familjen dammflicksländor. IUCN kategoriserar arten globalt som livskraftig. Inga underarter finns listade i Catalogue of Life.